# اينار هاين
اينار هاين (بالدنماركية: Einar Hein)‏ هو رسام دنماركي، ولد في 19 مايو 1875 في كوبنهاغن في الدنمارك، وتوفي في 8 أغسطس 1931 في فريدريكسبرغ في الدنمارك.